# 大島堅造
大島 堅造（おおしま けんぞう、1887年1月11日 - 1971年11月24日）は、日本の実業家。住友銀行専務、住友本社取締役、経済評論家。

## 来歴・人物
群馬県太田市出身。東京府立一中を経て、明治42年（1909年）東京高等商業学校（現一橋大学）卒業。住友銀行入行、外国為替畑を歩いてニューヨーク支店次席、本店外国課長、本店支配人常務、専務を経て、昭和18年（1943年）から昭和22年（1947年）まで住友本社監事。昭和19年（1944年）まで同取締役、昭和20年（1945年）まで同監査役を務めた。戦後は甲南大学教授、為替審議会委員など歴任。また国際経済評論家としても活躍した。

### 財閥解体
大島堅造は、昭和20年（1945年）の敗戦による財閥解体において、大内兵衛、田村幸策とともにGHQの非公式顧問として、住友財閥解体を見届ける。

## 家族
- 父・大島直作 ‐ 大島家は天正年間より群馬県鳥之郷村に居住する旧家で地元の名家。[1]
- 兄・大島戸一 ‐ 群馬県多額納税者、東京電燈監査役、上毛実業銀行頭取、上毛貯蓄銀行副頭取。岳父の河田大三九は住友銀行取締役。[2]
- 弟・大島泰三 ‐ 眼科医。独逸学協会学校を経て1910年仙台医学専門学校卒業後、県立宮城病院勤務ののち、1913年足利市で眼科病院開業。[1]
- 長男・大島寛一 ‐ 大蔵官僚、日本銀行理事。岳父に子爵の阪谷希一。子に大島正太郎。
- 甥・小山五郎 ‐ 兄・戸一の五男。三井銀行社長・会長。妻は小山完吾の娘であり、福沢諭吉の曾孫。
- 親戚・中村藤兵衛 ‐ 戸一の二男の岳父。政治家。
- 親戚・篠原英太郎 ‐ 戸一の娘婿(長女の夫)の兄。政治家。
- 親戚・板垣清平（2代目） ‐ 戸一の娘婿(二女の夫)。生糸商。

## 著書
- 外国為替講和
- 最近の為替と国際金融
- 日本金融市場論
- 戦後の為替と国際金融
- 一銀行家の回想

などがある。